# SUPER BEST (LINDBERGのアルバム)
『SUPER BEST』（スーパー・ベスト）は、LINDBERGの非公認ベスト・アルバム。2007年7月25日発売。発売元はインペリアルレコード。
『Supporter's songs』も同時発売された。

## 解説
『every little thing every precious thing』が、阪神タイガースの藤川球児が登場する際のテーマ曲に使用したことで人気を集めた影響によりリリース。1998年リリースの『BEST -FLIGHT RECORDER III-』をリメイクし、「風」、「MINE('98 LIVE VERSION)」が「Green eyed Monster」に差し替えられ、ボーナス・トラックとして、「今すぐKiss Me」、「BELIEVE IN LOVE」が中野正之による新たなミックスによって収録。
ジャケットは、赤から緑に変わり、イラストはそれまでと同様にデビルロボッツのキタイシンイチロウが手がけたものを使用。全曲リマスタリングが施されている。
翌週の2007年8月1日には、シングル『every little thing every precious thing』が、藤川の写真をジャケットにしてマキシシングルとして11年ぶりに再発された。

## 収録曲
※#1〜14までは、『BEST -FLIGHT RECORDER III-』と同一の内容である。
1. 今すぐKiss Me
  - 作詞: 朝野深雪　作曲: 平川達也

2ndシングル。ベスト『FLIGHT RECORDER 1989-1992 -little wing-』のバージョン。
2. LITTLE WING-Spirit of LINDBERG-
  - 作詞: 渡瀬マキ　作曲: 川添智久

3rdアルバム『LINDBERG III』収録曲。ベスト『FLIGHT RECORDER 1989-1992 -little wing-』のバージョン。
3. Dream On 抱きしめて
  - 作詞: 朝野深雪　作曲: 平川達也

4thシングル。ベスト『FLIGHT RECORDER 1989-1992 -little wing-』のバージョン。
4. BELIEVE IN LOVE
  - 作詞: 渡瀬マキ　作曲: 川添智久

8thシングル。ベスト『FLIGHT RECORDER 1989-1992 -little wing-』のバージョン。
5. 恋をしようよ Yeah! Yeah!
  - 作詞: 渡瀬マキ　作曲: 川添智久

10thシングル。
6. Over The Top
  - 作詞: 渡瀬マキ　作曲: 小柳昌法

5thアルバム『LINDBERG V』収録曲。
7. 胸さわぎのAfter School
  - 作詞: 渡瀬マキ　作曲: 平川達也

13thシングル。
8. 会いたくて -Lover Soul-
  - 作詞: 渡瀬マキ　作曲: 川添智久

14thシングル。
9. だってそうじゃない!?
  - 作詞: 渡瀬マキ　作曲: 川添智久

16thシングル。
10. GAMBAらなくちゃね
  - 作詞: 渡瀬マキ　作曲: 小柳昌法

19thシングル。
11. きっと銀の針のような雨が
  - 作詞: 渡瀬マキ　作曲: 小柳昌法

8thアルバム『LINDBERG VIII』収録曲。
12. もっと愛しあいましょ
  - 作詞: 渡瀬マキ　作曲: 川添智久

23rdシングル。
13. 君のいちばんに…
  - 作詞: 渡瀬マキ　作曲: 川添智久

24thシングル。
14. every little thing every precious thing
  - 作詞: 渡瀬マキ　作曲: 川添智久

25thシングル。
15. Green eyed Monster
  - 作詞: 渡瀬マキ　作曲: 小柳昌法

26thシングル。
16. 今すぐKiss Me〜2007 New Mix〜
  - 作詞: 朝野深雪　作曲: 平川達也

ボーナス・トラック。中野正之によるニュー・ミックス・バージョン。
17. BELIEVE IN LOVE〜2007 New Mix〜
  - 作詞: 渡瀬マキ　作曲: 川添智久

ボーナス・トラック。中野正之によるニュー・ミックス・バージョン。